# Amtsgericht Lichterfelde
Das Amtsgericht Lichterfelde (vor 1920 auch Amtsgericht Groß-Lichterfelde) war bis 1920 das Amtsgericht der ehemals selbstständigen Gemeinde Groß-Lichterfelde des Regierungsbezirks Potsdam und von 1945 bis 1973 das Amtsgericht des Berliner Bezirks Steglitz. 

## Geschichte
Errichtet von 1902 bis 1906 im Stil der Neorenaissance nach Plänen von Rudolf Mönnich und Walter Sackur, diente der Gebäudekomplex neben seiner Funktion als Amtsgericht auch als Frauengefängnis Lichterfelde, das zur Aufnahme von 70 Gefangenen im Stande war. Die Kosten für die gesamte Bauanlage betrugen rund 589.000 Mark (kaufkraftbereinigt in heutiger Währung: rund 4,4 Millionen Euro). Durch die Eingemeindung von Groß-Lichterfelde nach Groß-Berlin verlor das Gericht zunächst seine Funktion. Den Zweiten Weltkrieg überstand das Gebäude ohne größere Schäden. Eine sich ursprünglich zwischen den Hauptgiebeln befindliche Laterne des Gerichtsgebäudes ist heute nicht mehr erhalten.
Ende Mai 1945 wurde das Amtsgericht Lichterfelde neben dem Amtsgericht Zehlendorf im Zuge der Neuordnung des Berliner Gerichtswesens von den Alliierten wieder eingerichtet. Umbauten fanden 1913 und 1949 statt. Per 1. Oktober 1973 wurde das Amtsgericht Lichterfelde als selbstständige Einrichtung aufgelöst und mit dem Amtsgericht Schöneberg verschmolzen. Bis heute hat es die Funktion als Zweigstelle des Amtsgerichts Schönebergs inne.

## Galerie

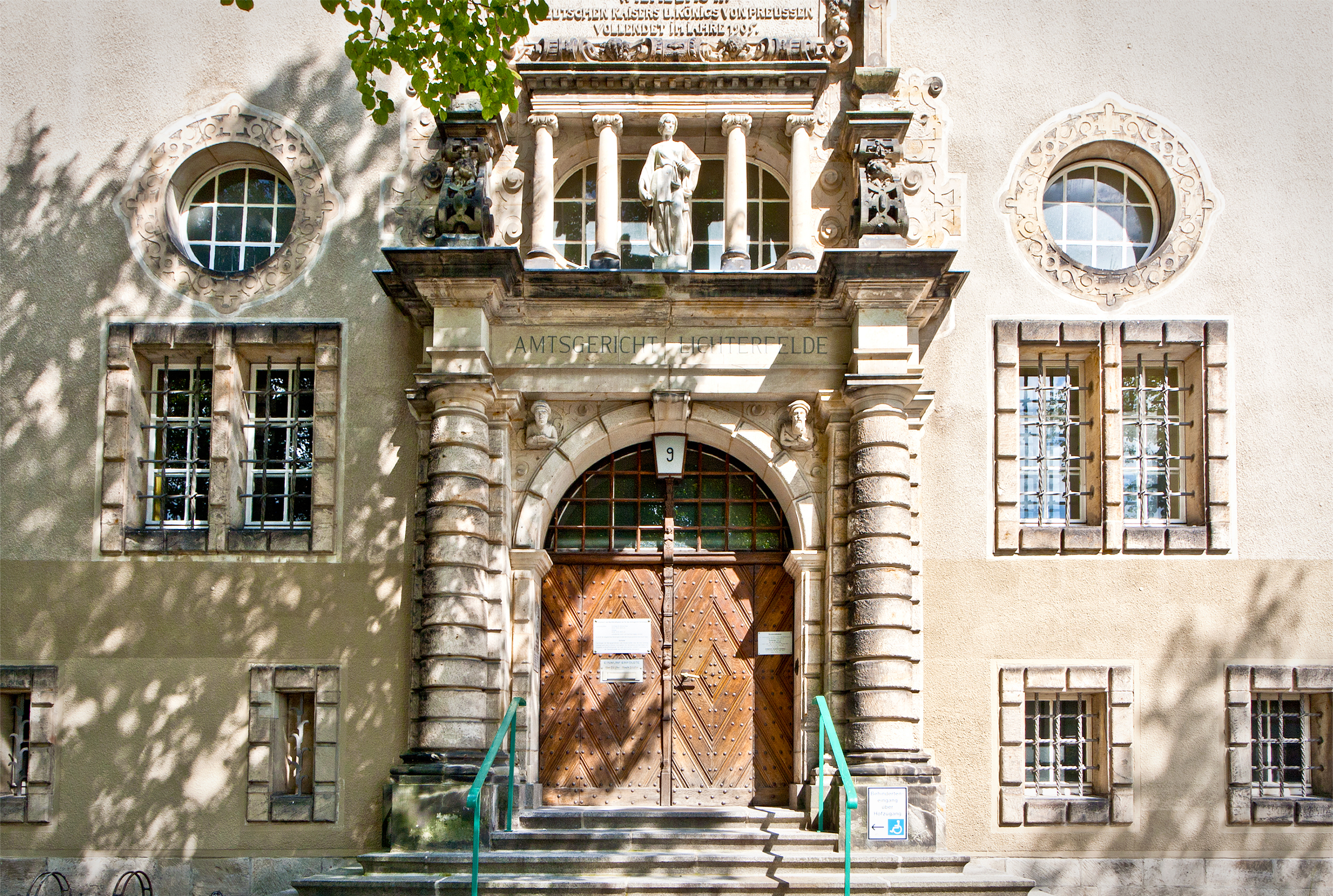
Hauptportal mit bekrönender Figur der Justitia
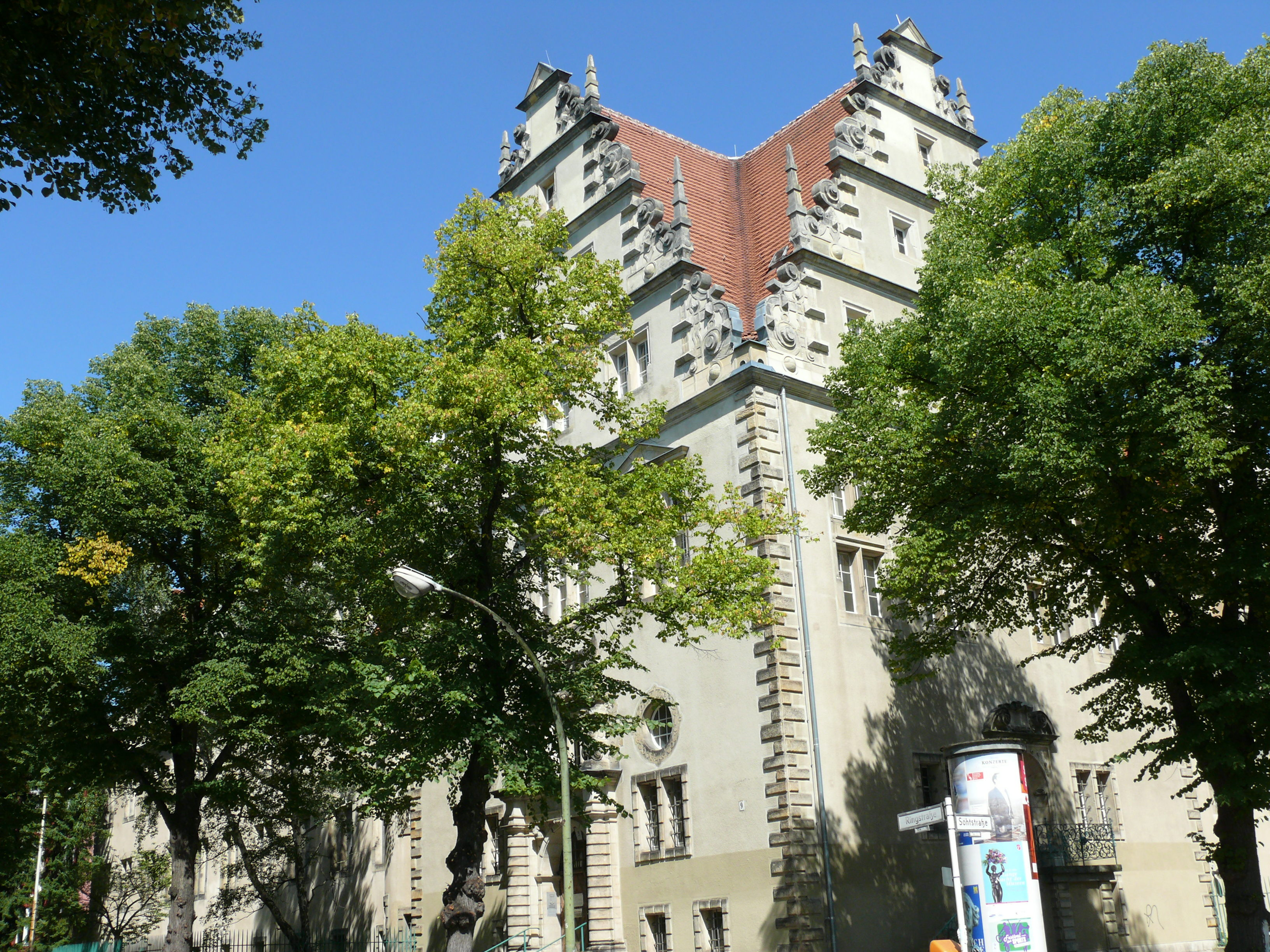
Volutengiebel ohne ursprüngliche Laterne
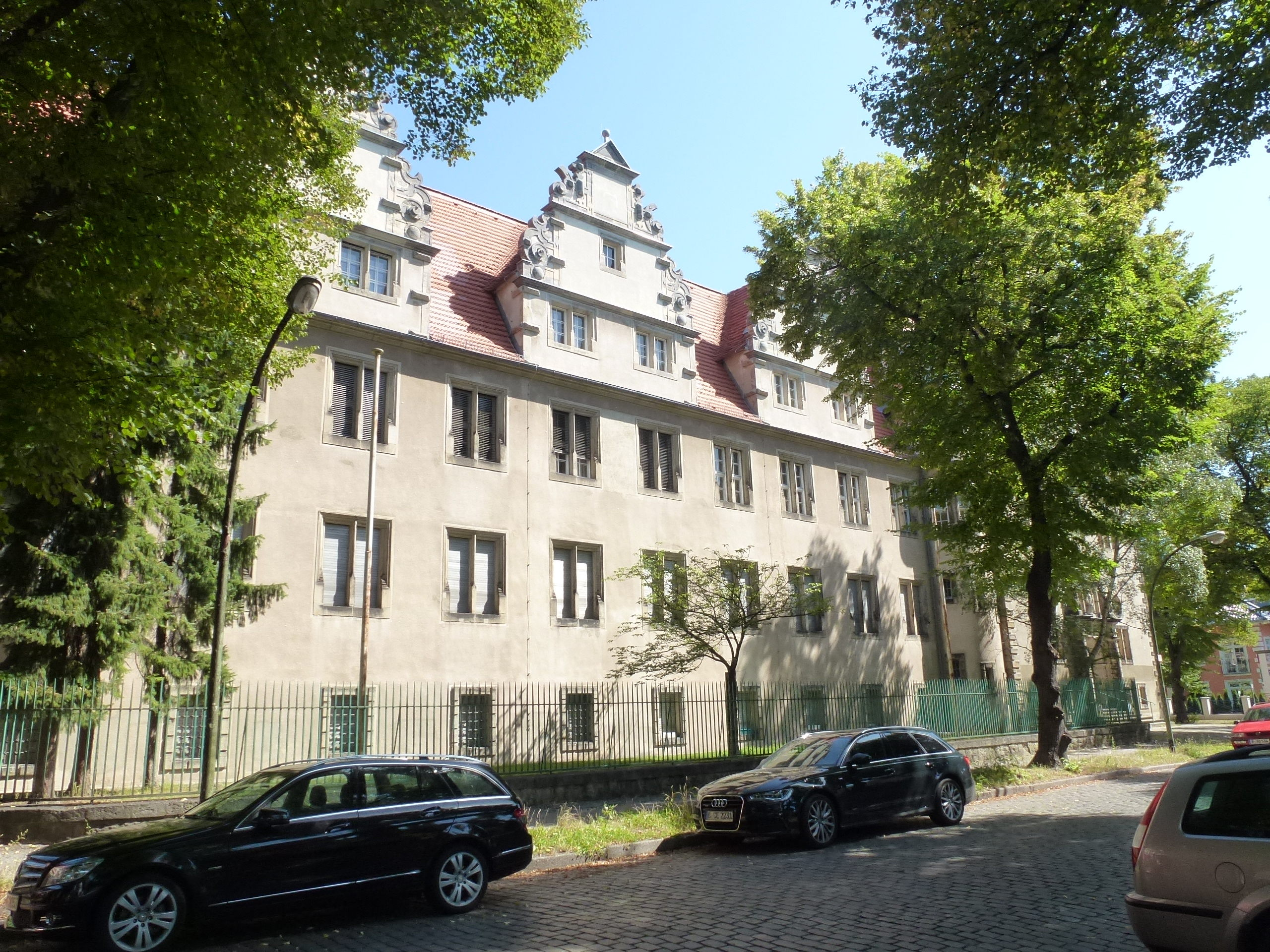
Fassade zur Ringstraße
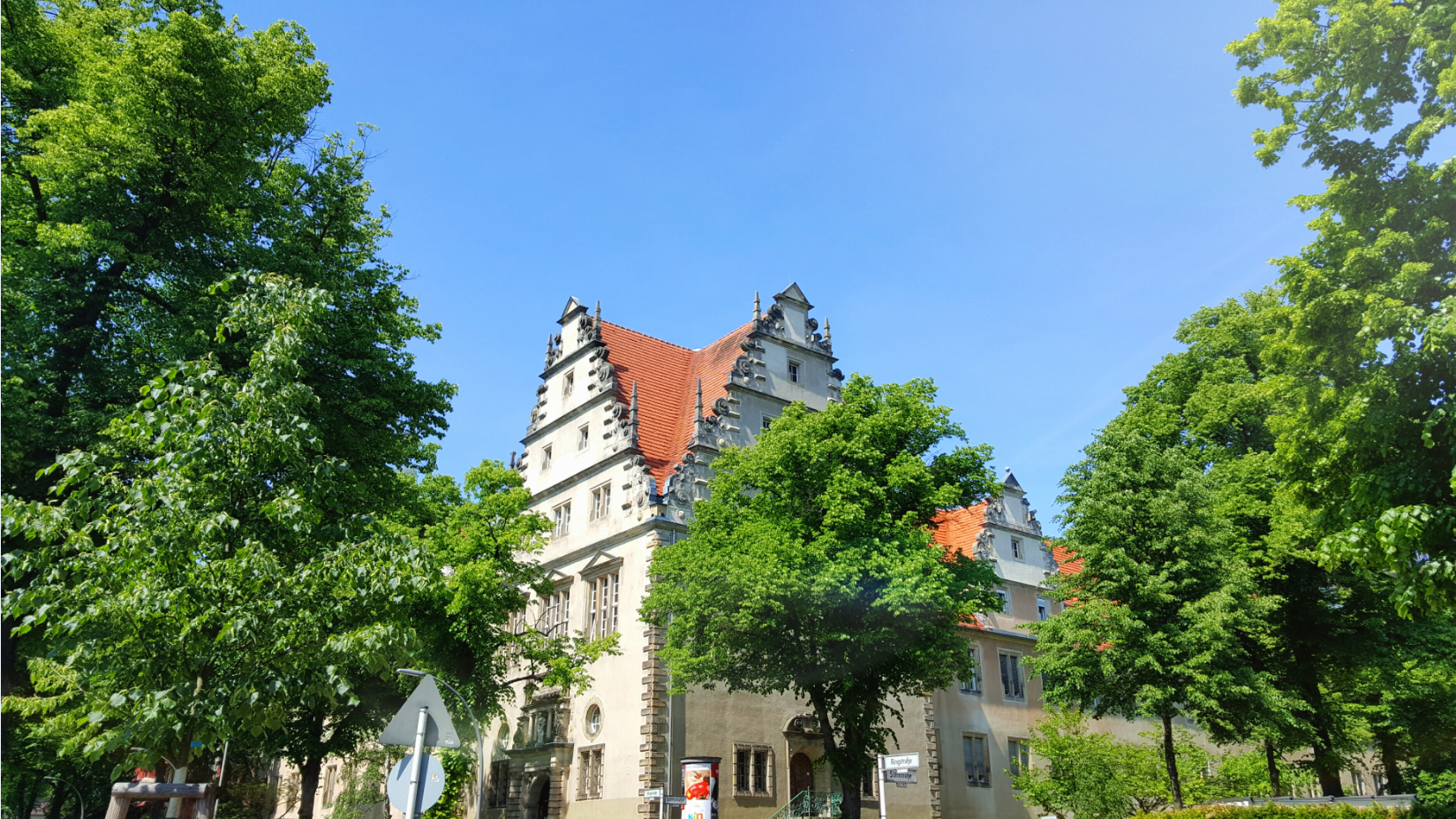
Perspektive mit Blick auf das Dach
Gefängnisanlage um 1911
Hauptansicht
Haupteingang
Eingangshalle
Betsaal
Treppenhaus